# Тунункы
Тунункы (устар. Тунун-Кы) — река в России, протекает по территории Красноселькупского района в Ямало-Ненецком автономном округе. Устье реки находится в 1259 км от устья Таза по левому берегу. Длина реки составляет 21 км.
В среднем течении река пересекает зону термокарста.

## Данные водного реестра
По данным государственного водного реестра России относится к Нижнеобскому бассейновому округу, водохозяйственный участок реки — Таз. Речной бассейн реки — Таз.
Код объекта в государственном водном реестре — 15050000112115300063464.